# Takuma Nakajima
Takuma Nakajima (中島 拓真 Nakajima Takuma?, nacido el 3 de abril de 1995 en Tochigi) es un futbolista japonés que juega como defensa.
En 2018, Nakajima se unió al Azul Claro Numazu de la J3 League.

## Trayectoria

### Clubes
| Club              | País  | Año    |
| ----------------- | ----- | ------ |
| Azul Claro Numazu | Japón | 2018 - |

## Estadística de carrera

### J. League
| Club              | Año   | J. League | J. League | Copa J. League | Copa J. League | Total | Total |
| Club              | Año   | Part.     | Goles     | Part.          | Goles          | Part. | Goles |
| ----------------- | ----- | --------- | --------- | -------------- | -------------- | ----- | ----- |
| Azul Claro Numazu | 2018  | 0         | 0         | -              | -              | 0     | 0     |
| Azul Claro Numazu | 2019  | 1         | 0         | -              | -              | 1     | 0     |
| Total             | Total | 1         | 0         | 0              | 0              | 1     | 0     |